# 三峡油漆
重庆三峡油漆股份有限公司 重庆三峡油漆股份有限公司（以下简称公司）隶属于重庆化医集团，始创于1931年，前身为重庆油漆厂，具有90余年生产制造油漆的历史。1992年改制为股份制企业，1994年经国家证监委批准，公司股票渝三峡A在深圳交易所挂牌上市（股票代码000565）（深交所：000565）是中国深圳证券交易所的一家上市公司，主营业务范围为化学原料及化学制品制造业。。
2011年，该公司主营业务收入为501202647.99元，公司净利润为-158774844.09元，公司总资产为988528541.15元。
2012年度业绩预告。公司预计2012年度归属于上市公司股东的净利润为5000万元-8000万元，上年同期为亏损1.58亿元。公告称：公司2012年度油漆涂料主营业务经营稳定，保持盈利。
1. 1 2 3 4 5  CCER数据库 - 一般上市公司财务数据库